# Sergei Sergejewitsch Schulz

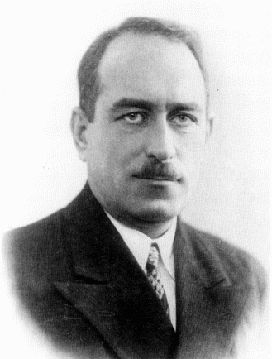
Sergei Sergejewitsch Schulz (1934)

Sergei Sergejewitsch Schulz (russisch Сергей Сергеевич Шульц; * 15. Novemberjul. / 27. November 1898greg. in Kostroma; † 18. August 1981 in Gorkowskoje, Wyborgski rajon) war ein russisch-sowjetischer Geologe und Hochschullehrer.

## Leben
Schulz' Eltern waren Sergei Pawlowitsch von Schulz (1868–1910) und Natalja Gennadjewna geborene Karzewa (1872–1936). Ab 1902 lebte die Familie in St. Petersburg. Nach den ersten zwei Klassen im Steinberg-Gymnasium wechselte Schulz nach dem Willen der Mutter im Herbst 1910 in die dritte Klasse der Realschule Karl Mays. Wegen eines Konflikts mit einem Lehrer kam er 1913 ins Marinekadettenkorps.
Nach Beendigung der Kadettenkorps-Ausbildung im März 1917 nach der Februarrevolution wurde Schulz wegen des Abreißens einer Roten Fahne am Kadettenkorpsgebäude mit drei Kameraden verhaftet und nach einem Monat entsprechend dem Urteil eines Gerichts der Provisorischen Regierung wegen monarchistischer Gesinnung aus dem Kadettenkorps ohne Abschlussprüfung als Freiwilliger mit dem niedrigsten Unteroffiziersrang entlassen. Darauf absolvierte er die Kavallerie-Schule in Elisabethgrad mit Abschluss im Januar 1918 nach der Oktoberrevolution. Er diente nun in der Weißen Armee im Russischen Bürgerkrieg in Sibirien. Er wurde von Roten im Januar 1920 in Irkutsk gefangen genommen und zum Erschießen verurteilt, aber die Wachen ließen die Verurteilten vor der Stadt laufen. Schulz arbeitete nun als Flößer auf dem Jenissei. Er traf Mitarbeiter einer Hydrographischen Expedition der Akademie der Wissenschaften, darunter Absolventen des Kadettenkorps, die ihm zu neuen Dokumenten verhalfen. So kehrte Schulz 1921 nach Petrograd zu seinen Verwandten zurück. Nach der Niederschlagung des Kronstädter Matrosenaufstands wurde er als Vetter des am Aufstand beteiligten Offiziers G. Karzew verhaftet und zum Erschießen verurteilt. Nur dank der familiären Beziehungen zu einem der Tscheka-Führer G. Boki kam er im letzten Moment frei.
Schulz studierte am Leningrader Geographischen Institut, das später in die Universität Leningrad eingegliedert wurde. Nach dem Abschluss des Studiums 1928 arbeitete Schulz in Leningrad im Staatlichen Geologie-Komitee (Geolkom) unter Dmitri Iwanowitsch Muschketow. Daneben hielt er eine Vorlesung über Allgemeine Geologie an der Universität Leningrad (1931–1935) und lehrte am Leningrader Bergbau-Institut (bis 1933). Er nahm an den jährlichen Expeditionen nach Zentralasien teil. Während des Großen Terrors wollte Schulz am Internationalen Geologenkongress 1937 in Moskau teilnehmen. Kurz vor Beginn empfahl ihm Dmitri Muschketnow vor seiner eigenen Verhaftung dringend mehrmonatige Feldforschung, um einer möglichen Verhaftung zu entgehen. 1941 verteidigte er mit Erfolg seine Dissertation über die Analyse der Tektonik und das Relief des Tian Shan für die Promotion zum Doktor der geologisch-mineralogischen Wissenschaften, die 1948 veröffentlicht wurde.
Nach dem Deutsch-Sowjetischen Krieg arbeitete Schulz im Allrussischen Geologischen Forschungsinstitut (WSEGEI), das die Arbeit des Geolkom fortführte. Während der Kampagne gegen die Wurzellosen Kosmopoliten wich Schulz nach Zentralasien aus, um eine mögliche Verhaftung zu vermeiden. Er lehrte an der Universität Frunse und dann an der Zentralasiatischen Universität in Taschkent. 1949 wurde er Professor. Nach dem Tode Stalins kehrte er nach Leningrad zurück und arbeitete im Laboratorium für Aerogeophysik der Akademie der Wissenschaften der UdSSR.
1954–1974 leitete Schulz den Lehrstuhl für Geomorphologie der Geographischen Fakultät der Universität Leningrad. Sein Forschungsschwerpunkt war die Geotektonik. Ausgehend von den geotektonischen Vorstellungen Michail Michailowitsch Tetjajews entwickelte Schulz eine neue Theorie zur Beschreibung der Entwicklungen der Erdkruste, die eine neue sowjetische Geotektonik-Schule begründete.

## Ehrungen, Preise
- Orden des Heiligen Wladimir IV. Klasse mit Schwertern und Schleife (1918)[2]
- Orden des Heiligen Georg IV. Klasse (1918)[2]
- Orden der Heiligen Anna III. Klasse (1918)[2]
- Orden des Roten Banners der Arbeit
- Ehrenzeichen der Sowjetunion
- Ehrenmitglied der Russischen Geographischen Gesellschaft[1]